# Enmore (Australia)
Enmore – geograficzna nazwa dzielnicy, położonej na terenie samorządu lokalnego Marrickville, wchodzącej w skład aglomeracji Sydney, w stanie Nowa Południowa Walia, w Australii.

## Galeria

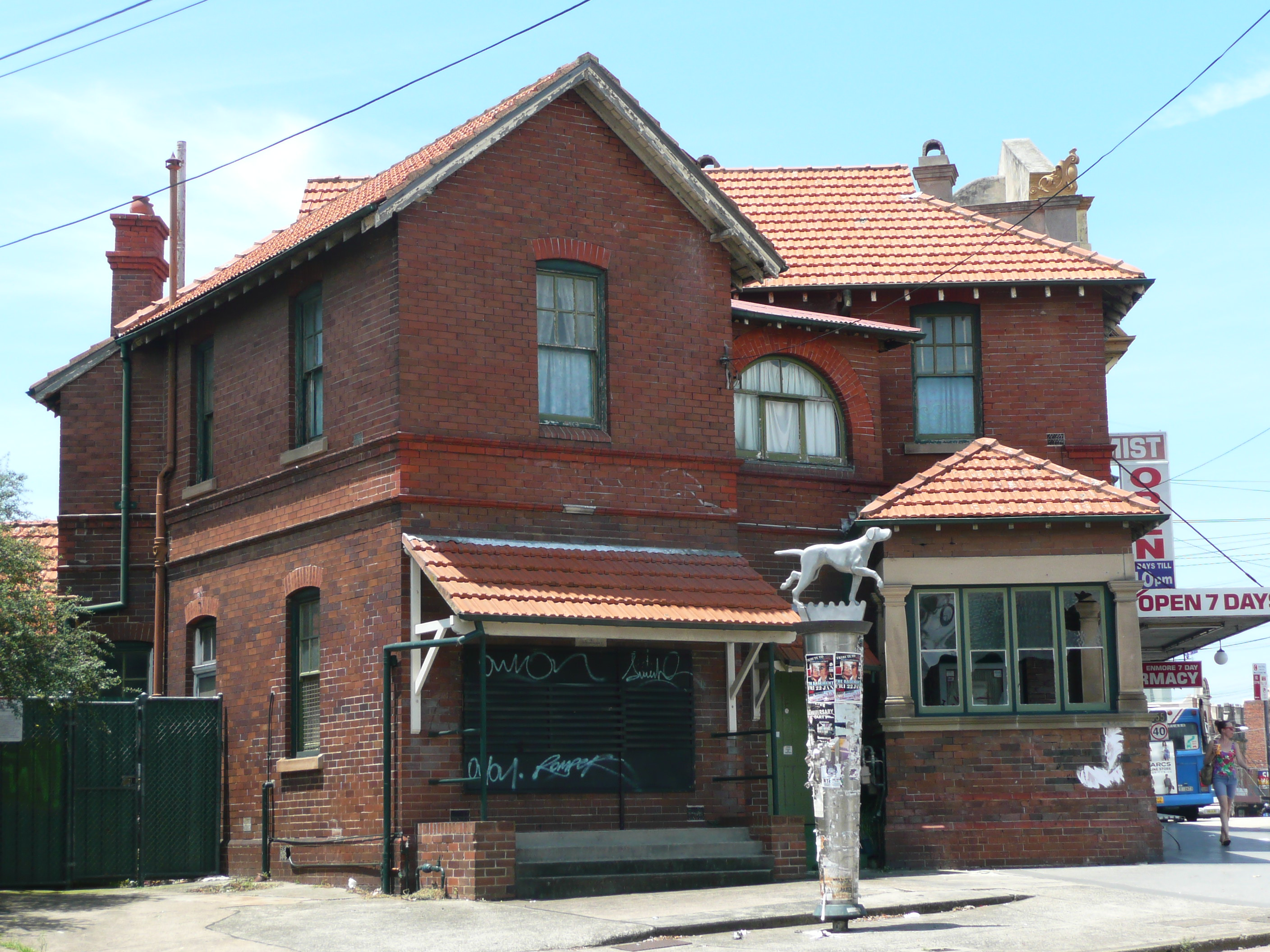
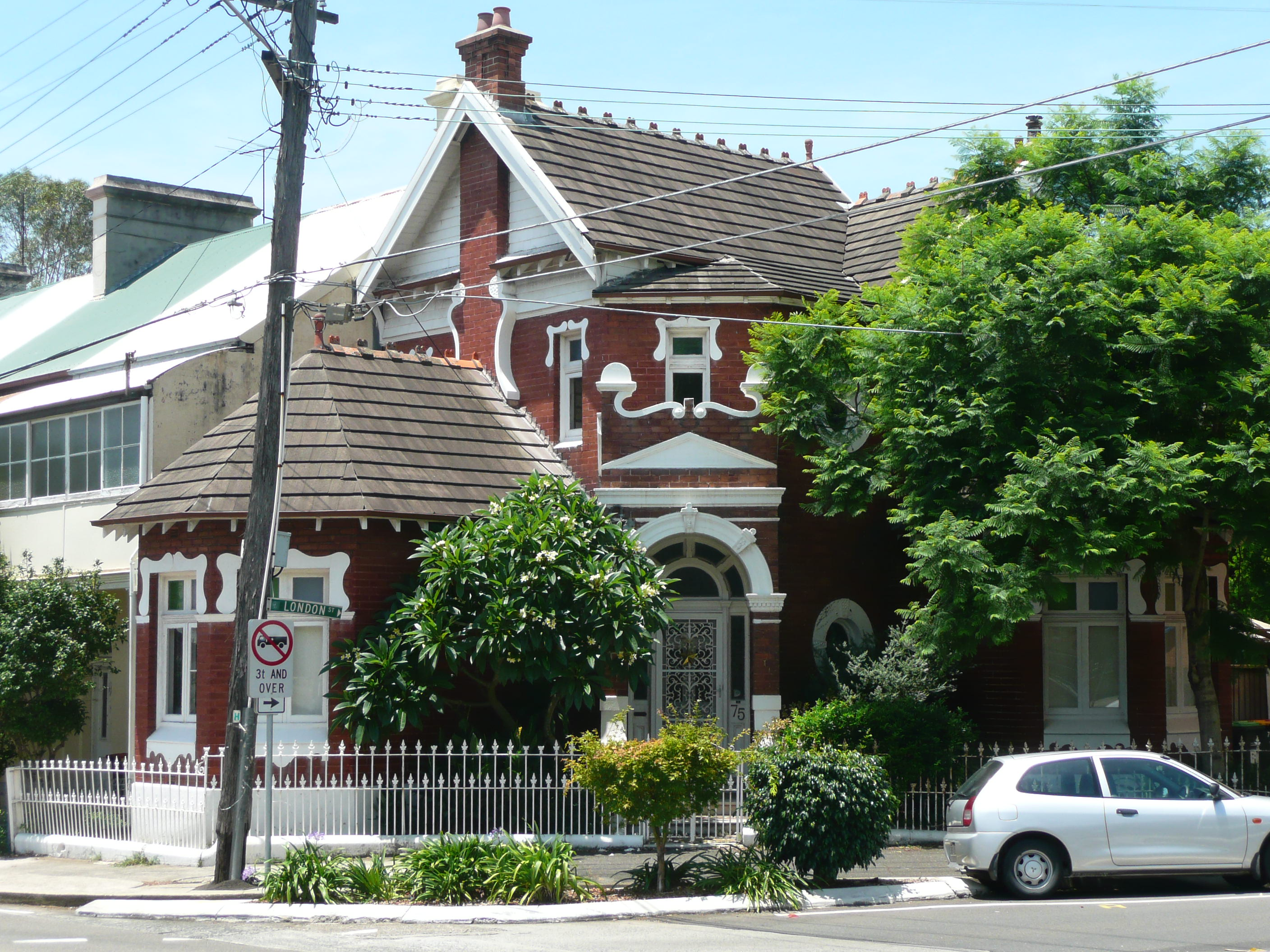
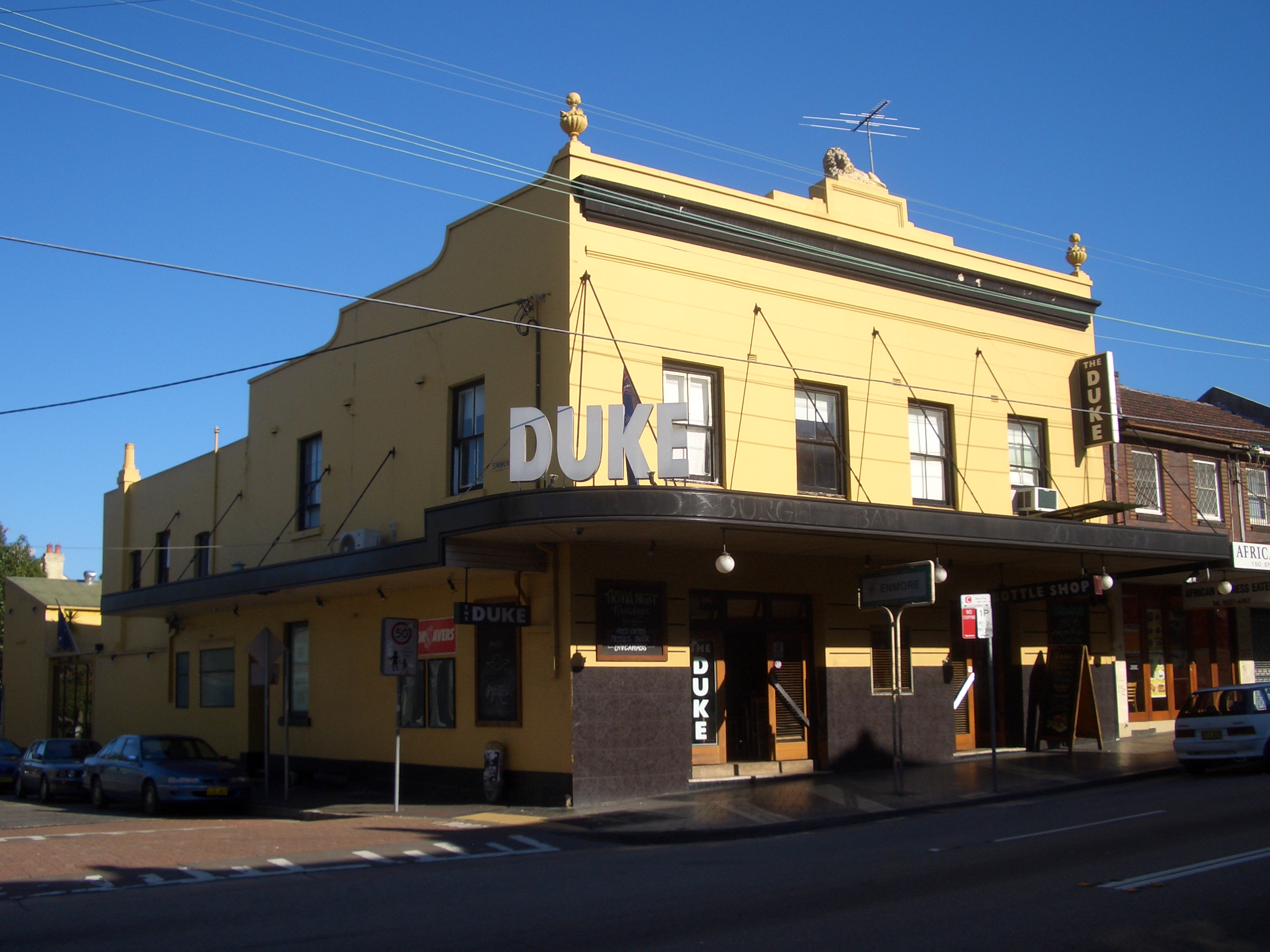